# أحمد رشيد
أحمد رشيد (بالأردية: احمد رشید) هو صحفي وكاتب ومؤلف باكستاني، ولد في 1948 في راولبندي في باكستان.

## وصلات خارجية
- أحمد رشيد على موقع أرشيف الشارخ.
- الموقع الرسمي
- أحمد رشيد على موقع IMDb (الإنجليزية)
- أحمد رشيد على موقع إن إن دي بي (الإنجليزية)